# Graham Norton
Graham William Walker (Clondalkin, 4 april 1963), bekend onder zijn artiestennaam Graham Norton, is een Ierse acteur, komiek en televisiepresentator.
Hij werd geboren in Clondalkin, een voorstad van Dublin en werd bekend als programmamaker op het Britse Channel 4 en door zijn rol als priester Noel Furlong in de Ierse televisieserie Father Ted. Hoewel hij in slechts drie afleveringen verscheen, was hij erg populair onder de kijkers. Na Channel 4 heeft Norton veel gewerkt voor de BBC, met programma's op BBC One, BBC Two en BBC Radio 2. Bij het grote publiek is hij bekend als presentator van The Graham Norton Show. Hij is ook mede-eigenaar van SO Television, de productiemaatschappij van zijn televisieprogramma's. Hij is in Europa erg bekend om het commentaar wat hij al jaren geeft bij het Eurovisiesongfestival namens het Verenigd Koninkrijk.

## Prijzen
- 2001: RTS Television Award Best Presenter voor So Graham Norton
- 2001: TRIC Award - TV Personality of the Year
- 2001: BAFTA - Best Entertainment Performance voor So Graham Norton
- 2002: BAFTA - Best Entertainment Performance voor So Graham Norton
- 2019: British Academy Television Award - Best Entertainment Performance voor Graham Norton Show

## Film en televisie
- Bibsys: 1492758307562
- Bibliothèque nationale de France: cb17851801b (data)
- Gemeinsame Normdatei: 124865437
- International Standard Name Identifier: 0000 0000 7868 591X
- Library of Congress Control Number: nr2003027292
- MusicBrainz: 95bc0175-e0f2-493f-a1db-bab94a405074
- Nationale bibliotheek van Australië: 57216982
- Nationale Bibliotheek van Israël: 987009157173505171
- Nederlandse Thesaurus van Auteursnamen: 407553746
- Système universitaire de documentation: 258322772
- Trove: 1680553
- Virtual International Authority File: 59027307
- WorldCat: E39PBJth8V983PXXw4P64GfKBP